# Angolanisch-luxemburgische Beziehungen
Die angolanisch-luxemburgischen Beziehungen umfassen die bilateralen Beziehungen zwischen der südwestafrikanischen Republik Angola und dem mitteleuropäischen Großherzogtum Luxemburg.
Ihre Beziehungen gelten als gut, aber noch wenig intensiv. Im Fahrwasser der traditionsreichen guten luxemburgisch-portugiesischen Beziehungen, mit Portugiesen als größter ausländischer Bevölkerungsgruppe in Luxemburg, entstand auch eine angolanische Gemeinde in Luxemburg, die bislang den wichtigsten Bezugspunkt ihrer Beziehungen darstellt. Dazu kommen erst langsam sich intensivierende diplomatische und politische Beziehungen und ein ebenfalls erst langsam wachsender bilateraler Handel. Angola ist kein Zielland der luxemburgischen Entwicklungszusammenarbeit.
Unter dem seit 2017 amtierenden angolanischen Präsidenten João Lourenço näherten sich beide Länder erstmals etwas näher an. Zunächst verbesserte die angolanische Regierung ab 2019 die konsularische Betreuung der in Luxemburg lebenden Angolaner, wenngleich auch weiterhin keine ständige diplomatisch-konsularische Vertretung Angolas in Luxemburg eingerichtet wurde. 2023 folgte dann eine gemeinsame Absichtserklärung in Vorbereitung eines ersten Luftfahrtabkommens, dem danach weitere bilaterale Vereinbarungen folgen sollen.
Sie gehören beide einigen internationalen Institutionen an, darunter die Welthandelsorganisation und die Vereinten Nationen (UN) mit ihren UN-Sonderorganisationen, zudem hat Luxemburg seit 2018 Beobachterstatus in der Gemeinschaft der Portugiesischsprachigen Länder (CPLP), deren Gründungsmitglied Angola ist.

## Geschichte
Angola wurde 1483, nach Ankunft der portugiesischen Seefahrer als erste Europäer dort, portugiesische Kolonie. Bis zu ihrer Unabhängigkeit 1975, nach der portugiesischen Nelkenrevolution 1974, bestimmten die traditionsreichen luxemburgisch-portugiesischen Beziehungen ihr Verhältnis. Mit der portugiesischen Migration nach Luxemburg seit den 1960er Jahren kamen ab den 1980er und 1990er Jahren auch Menschen aus Angola in das Großherzogtum, insbesondere auf der Flucht vor dem blutigen Bürgerkrieg in Angola (1975–2002).

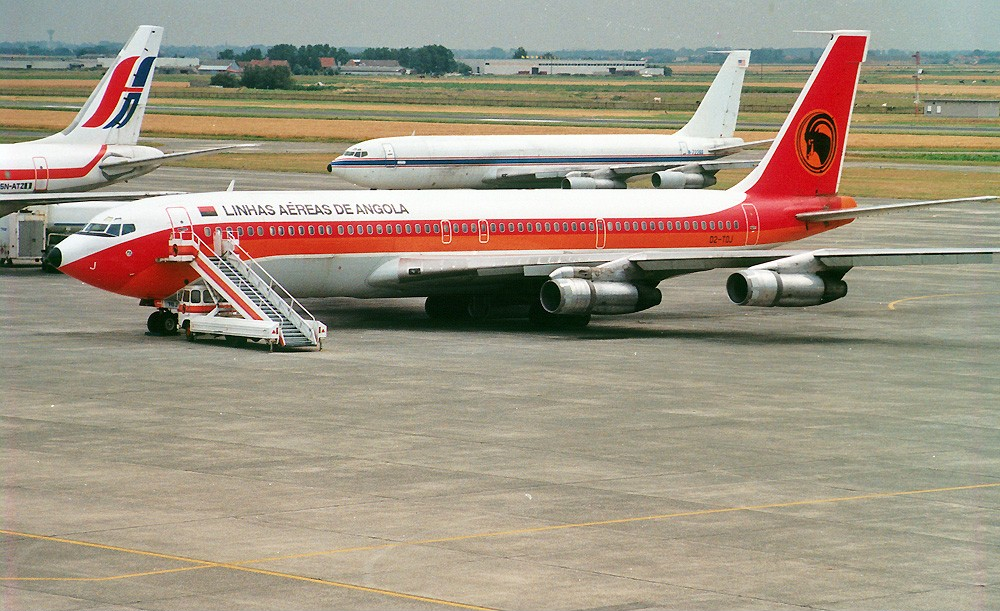
Boeing 707 der TAAG Angola Airlines am Flughafen Ostende-Brügge (1990): die angolanisch-luxemburgischen Beziehungen verliefen bislang überwiegend über Belgien und sollen zukünftig stärker direkt ausgebaut werden.

Nach dem Ende des angolanischen Bürgerkriegs 2002 und der folgenden wirtschaftlichen, politischen und gesellschaftlichen Erholung des Landes begann mit dem Amtsantritt des neuen angolanischen Präsidenten João Lourenço 2017 eine weitere Normalisierung der internationalen Beziehungen Angolas und eine stärkere außenpolitische Aktivität. Seither erleben auch die angolanisch-luxemburgischen Beziehungen eine langsame Annäherung. 2023 vereinbarten sie die Rahmenbedingungen eines ersten Luftfahrtabkommens, dem weitere Abkommen und engere, vor allem wirtschaftliche Kontakte folgen sollen.
Nach dem 2018 erfolgten Amtsantritt des angolanischen Botschafters in Brüssel, dem ehemaligen Außenminister George Chikoti, besuchte dieser 2019, wie schon seine Vorgängerin Maria Elizabeth Simbrão 2015, die angolanische Gemeinde in Luxemburg und vertiefte die Kontakte.
2020 sandte Präsident Lourenço Glückwünsche an das Großherzogtum zu seinem Nationalfeiertag am 23. Juni und brachte seinen Wunsch nach weiterer Annäherung zum Ausdruck.
Nachdem bisher nur die portugiesische TAP Air Portugal beide Länder mit Direktflügen verband, unterzeichneten beide Staaten im Juni 2023 in Luxemburg ein Memorandum of Understanding über ein kommendes Luftfahrtabkommen, das erstmals direkte Flugverbindungen angolanischer und luxemburgischer Fluglinien und später weitere Wirtschaftsabkommen und damit einen stärkeren Handel zwischen beiden Ländern ermöglichen soll.

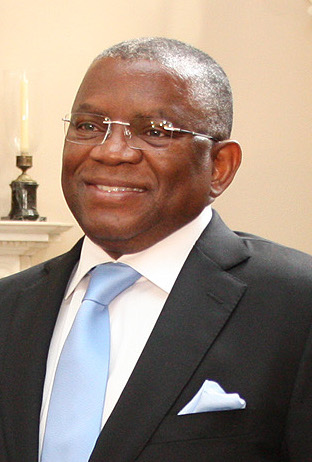
George Chicoti, früherer angolanischer Außenminister und seit 2018 Botschafter seines Landes in Belgien und Luxemburg.

## Diplomatie
Angola unterhält keine eigene Botschaft in Luxemburg, das Land gehört zum Amtsbezirk des angolanischen Botschafters in Brüssel. Auch ein dauerhaftes angolanisches Konsulat ist in Luxemburg nicht eingerichtet, das angolanische Konsulat in Brüssel bietet seit 2023 in fremden Einrichtungen am Bahnhof Luxemburg an wechselnden Wochenend-Terminen konsularische Dienste an.
Auch Luxemburg hat keine eigene Botschaft in Angola eingerichtet, das Land wird dort durch die niederländische Botschaft in der angolanischen Hauptstadt Luanda vertreten. Ein eigenes luxemburgisches Konsulat besteht dort ebenfalls nicht, die konsularische Abteilung der belgischen Botschaft in Luanda übernimmt diese Aufgabe.

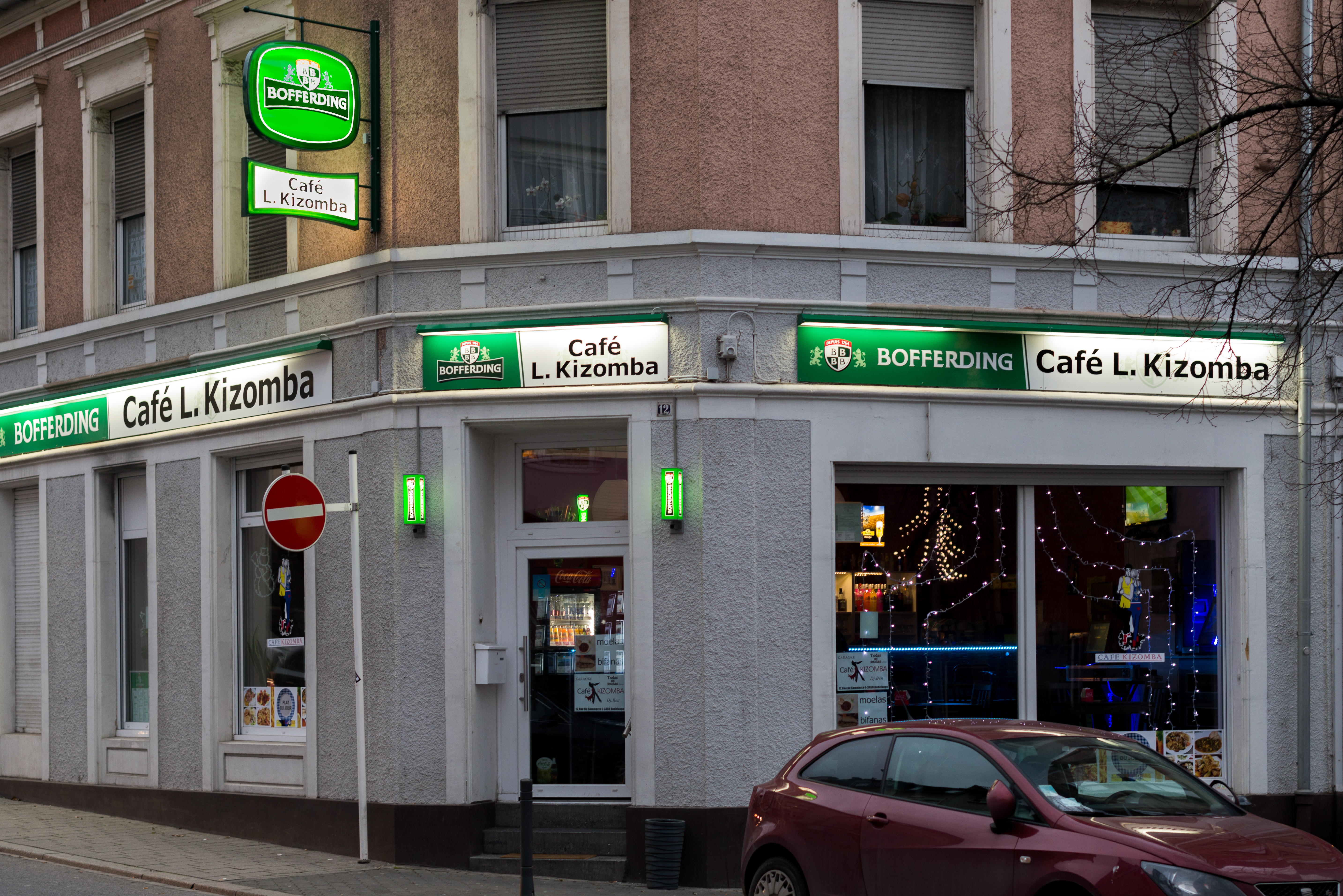
Das Café Kizomba in Düdelingen.

## Angolanische Gemeinde und Kultur in Luxemburg
Die angolanische Diaspora in Luxemburg zählte im Jahr 2023 rund 2.000 Personen, von denen jedoch ein Großteil (auch oder nur) portugiesische Staatsbürger sind. Sie sind in mehreren Verbänden und Kulturvereinen organisiert, mit der Associação dos Amigos e Naturais de Angola (AANA) als einem der ältesten. Daneben sind zu nennen die um 2010 gegründete Associação dos Angolanos e Guineenses no Luxemburgo von Angolanern und Guinea-Bissauern in Luxemburg, der 2015 im Café Kizomba (siehe zum Namensbezug den angolanischen Musikstil Kizomba) in Düdelingen gegründete Verein Welwítschia Mirabilis, oder auch der 2019 gegründete Frauen-Selbsthilfeverein Organização das Mulheres Solidárias com Angola (OMUSA)
Der angolanische Kuduro- und Afro-House-Musiker Sevendays lebt und arbeitet seit 2005 in Luxemburg.
Auch im Sport und hier insbesondere im Fußball ist die angolanische Gemeinde in Luxemburg durch einige angolanischstämmige Fußballspieler sichtbar, zu nennen insbesondere der luxemburgische Nationalspieler Leandro Barreiro (s. u.).

## Wirtschaft

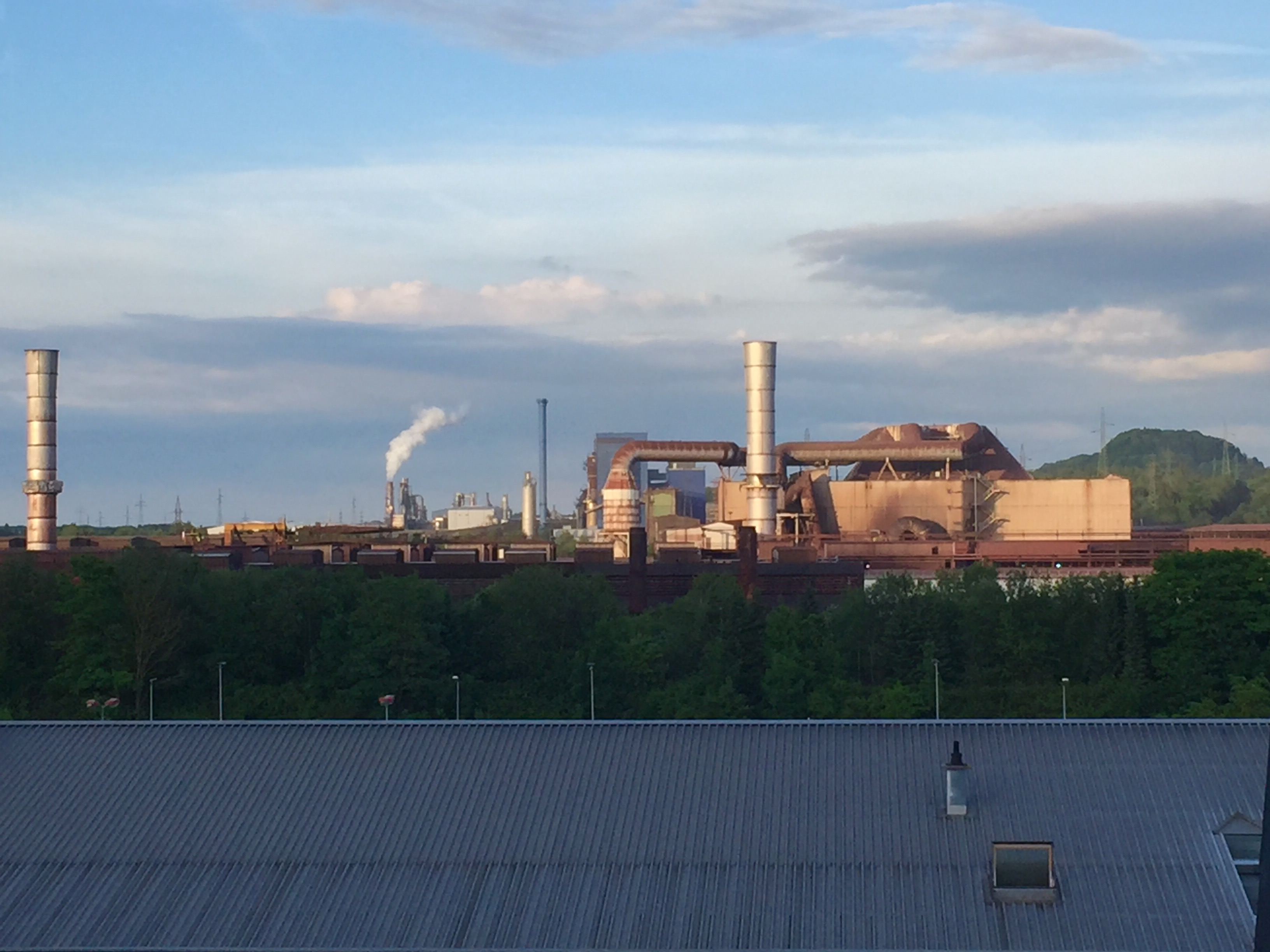
Das ArcelorMittal-Stahlwerk in Differdingen (2017): Produkte der luxemburgischen Stahlindustrie bestimmen den angolanisch-luxemburgischen Handel.

Der Handel zwischen Angola und Luxemburg steht noch ganz am Anfang und soll sich nach zukünftigen Wirtschaftsabkommen erst noch entwickeln. Im Jahr 2023 erreichte das Handelsvolumen 3,083 Mio. US-Dollar, mit einem sehr deutlichen Handelsbilanzüberschuss von 3,036 Mio. US-Dollar zu Gunsten Luxemburgs.
Im Jahr 2023 exportierte Angola Waren im Wert von 23.700 US-Dollar nach Luxemburg, ganz überwiegend Automobile (21.600 US-Dollar), dazu tropische Früchte (795 US-Dollar) und Haarimitationen (737 US-Dollar).
Luxemburg führte im gleichen Jahr Waren in Höhe von 3,06 Mio. US-Dollar nach Angola aus, davon für 651.000 US-Dollar Metallformen, für 611.000 US-Dollar Industrieöfen, für 313.000 US-Dollar Luftpumpen und für 308.000 US-Dollar Gummireifen.

## Sport

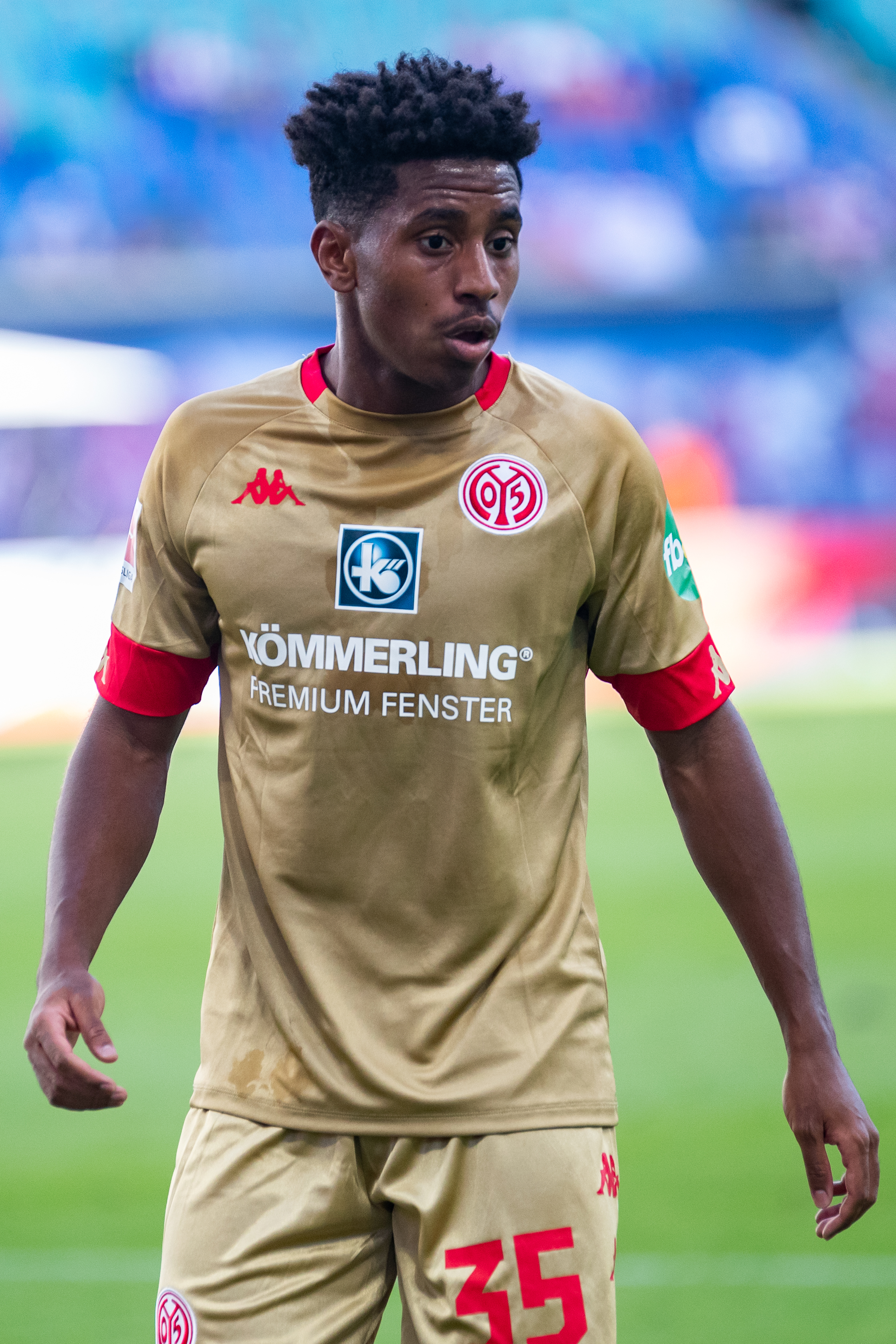
Leandro Barreiro im Trikot von Mainz 05 (2020). Der luxemburgische Nationalspieler stammt aus der angolanisch-portugiesischen Gemeinde Luxemburgs.

Die Angolanische und die Luxemburgische Fußballnationalmannschaft der Männer trafen bisher noch nicht aufeinander, auch die Angolanische und die luxemburgische Frauennationalmannschaft noch nicht (Stand April 2025).
Angolanische Fußballspieler spielen gelegentlich auch für luxemburgische Vereine, darunter Nationalspieler wie Érico Castro, der von 2022 bis 2023 beim FC Differdingen 03 tätig war, oder Stélvio Rosa da Cruz, der bei mehreren Vereinen dort wirkte und mit F91 Düdelingen fünfmal luxemburgischer Meister und dreimal Pokalsieger wurde.
Der in Luxemburg geborene und aufgewachsene luxemburgische Nationalspieler Leandro Barreiro ist angolanischer Abstammung.